# Неголь короткодзьобий
Неголь короткодзьобий (Limnodromus griseus) — вид прибережних птахів родини баранцевих (Scolopacidae).

## Поширення
Птах гніздиться на водно-болотяних угіддях у субарктичному поясі Північної Америки. Гніздовий ареал розділений на три частини: північ Квебеку, центральна та північно-західна частина Канади та південь Аляски. Зимує вздовж морського узбережжя Центральної та Південної Америки до Перу та Бразилії. Бродяжні птахи спостерігалися в Європі, Західній Африці, Аргентині, Чилі, Японії і, навіть, в Австралії.

## Опис
Тіло завдовжки 23-32 см, з розмахом крил 46-56 см, вагою 73-155 г. Верхня частина тіла коричнева з темнішими плямами, нижня — червонувата. Черево біле. На хвості є чорно-біла смуга. Ноги жовтуваті.